# Laguna Parinacota (sjö i Bolivia och Peru)
Laguna Parinacota är en sjö belägen på gränsen mellan Bolivia och Peru. Den ligger i den västra delen av landet, 500 km väster om huvudstaden Sucre. Laguna Parinacota ligger 4 231 meter över havet.
Omgivningarna runt Laguna Parinacota är i huvudsak ett öppet busklandskap. Runt Laguna Parinacota är det mycket glesbefolkat, med 4 invånare per kvadratkilometer.